# Marvel: Contest of Champions
Marvel: Contest of Champions (с англ. — «Marvel: Битва Чемпионов») — видеоигра в жанре файтинг, разработанная и анонсированная студией Kabam в 2014 году для устройств на базе операционных систем iOS и Android. Игра доступна в App Store и Google Play. В 2019 году была выпущена аркадная версия игры, разработанная Raw Thrills эксклюзивно для сети центров развлечений «Dave & Buster's».
В основе игры лежат события из серии комиксов Marvel Super Hero Contest of Champions

## Игровой процесс
Игрок берёт на себя роль Призывателя, которому Коллекционер поручил собрать свою команду, состоящую из различных персонажей вселенной Marvel и сразить их друг с другом. Игровой процесс аналогичен играм Injustice: Gods Among Us и Mortal Kombat X, где боевая арена представлена в 3D с двухмерной плоскостью для движений.
Игровой процесс состоит из комбо из ударов, блокирования, парирования и др. При касании правой части экрана производится лёгкий удар. При проведении вправо – рывок в сторону противника и средний удар. При удержании в правой части экрана и отпускании – тяжёлый удар, пробивающий блок противника. При проведении влево – отскакивание назад. Удержанием касания в левой части производится блокирование. Комбинированием лёгких и средних ударов можно достичь максимального комбо от 5 до 12 ударов.

## Персонажи
Битва Чемпионов включает в себя множество играбельных персонажей из комиксов «Marvel», таких как: Железный Человек, Человек-паук, Капитан Америка и др., а также эксклюзивно созданных для игры. Играбельные бойцы могут входить в один из семи уровней редкости, обозначенных от 1 до 7 звёзд. Не все персонажи из присутствующих в игре доступны на каждом уровне. Большинство персонажей могут быть получены с помощью различных кристаллов, но некоторых можно получить только через арену Versus и/или через специальную акцию.
Каждый персонаж относится к одному из шести различных классов: Космос, Технологии, Мутант, Способности, Наука и Мистика. Существуют также редко встречающиеся неиграбельные персонажи общего класса, выступающие чаще всего, как противники в квесте (Грандмастер (Гроссмейстер), Маэстро и др.). В некоторых квестах использование определённого персонажа или персонажа определённого класса обязательно для исследования заблокированных путей на картах этих квестов. Есть также отношения между классами и у каждого определённого класса есть преимущество перед другим определённым классом (например, у космических персонажей есть преимущество перед технологичными, у технологичных есть преимущество над мутантами и т. д.). Также есть персонажи общего класса, которые имеют преимущество над всеми остальными. Персонажи с классовым преимуществом получают классовый бонус, повышающий их атаку и защиту на определённое значение во время боя. Трехзвёздные герои и четырёхзвёздные герои получают большее значение прироста урона по сравнению с двухзвёздными героями.
Некоторые персонажи не могут быть использованы Призывателем. Некоторые из них доступны только в течение ограниченного времени в квестах, а некоторые были добавлены только для развития сюжетных событий временных квестов и в боях участия не принимают.

## Награды
Игра была номинирована на приз Webby Awards 2019 для жанра «экшн».